# Замок у Новому Світі

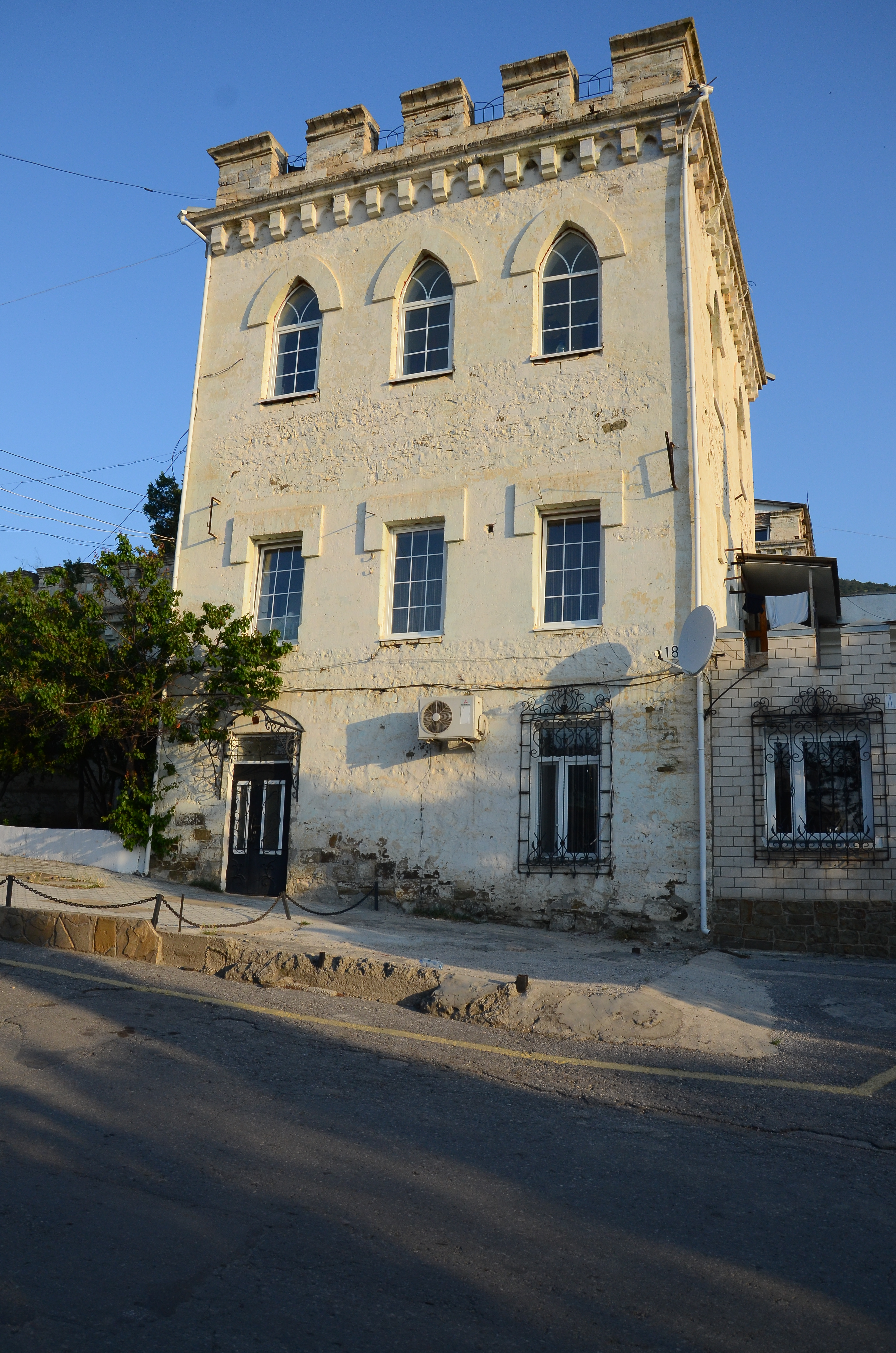

Замок у Новому Світі — будівля, побудована князем Л.С Голіциним для проживанням робітників винного заводу у формі середньовічного замку в кінці ХІХ ст. В наш час в замку розташовано адміністрацію містечка та готелі.

## Історія
Землі Нового Світу стали власністю князя Л. С. Голіцина в 1878 році. До кінця свого життя в 1916 році, князь Голіцин постійно проживав тут, і займався благоустроєм свого маєтку. Найбільше князь запам'ятався заняттям виноробством. Замок був побудований для робітників, сам же Л. С. Голіцин проживав в скромному двоповерховому будинку.

## Архітектура
Зовнішньо замок Голіцина нагадує собою середньовічний лицарський замок квадратної форми, з великим внутрішнім двором та чотирма вежами, що розташовані по кутах. Башти прикрашені зубцями. На рівні другого поверху та баштах знаходяться стрільчасті вікна. Вхід прикрашають декоративні башти в східному стилі. Особлива увага була приділена і парковій зоні, над якою працював Людвиг Кремер. На більшій частині території парку був висаджений англійський сад, де росли, окрім звичних для регіону дерев, екзотичні платани, кедри та каштани.